# Secretaria de Estado da Aeronáutica
A Secretaria de Estado da Aeronáutica (SEA) - inicialmente Subsecretariado de Estado da Aeronáutica - era o departamento do Governo de Portugal responsável pela tutela da Força Aérea Portuguesa, até ser extinto em 1974.

## História
O cargo de subsecretário de Estado da Aeronáutica foi criado em 1950, com a função de tutelar as forças aéreas, então ainda dependentes do Exército e da Marinha. Estava previsto que o cargo só fosse ativado quando fosse criada uma força aérea independente.
O Subsecretariado de Estado da Aeronáutica (SEA) foi ativado em 1952, altura em que foi criada a Força Aérea Portuguesa (FAP), como ramo independente das Forças Armadas, resultante da fusão da Aeronáutica do Exército com as Forças Aéreas da Armada.
O SEA integrava-se no Departamento da Defesa Nacional, na dependência direta do ministro da Defesa Nacional. Por sua vez, subordinado ao subsecretário de Estado da Aeronáutica, existia o Chefe do Estado-Maior da Força Aérea (CEMFA), que exercía o comando militar da FAP.
Entre 1952 e 1955, a função de subsecretário de Estado foi transitoriamente assumida diretamente pelo próprio ministro da Defesa Nacional, coronel Santos Costa. Só em 1955, foi nomeado o primeiro subsecretário de Estado, o coronel Kaúlza de Arriaga.
Em 1961, o subsecretário de Estado da Aeronáutica passou a ter o estatuto de secretário de Estado, o que lhe dava assento no Conselho de Ministros. No entanto, o responsável governativo pela FAP nunca atingiu o estatuto de ministro, em igualdade com os responsáveis pelo Exército e pela Marinha.
A Secretaria de Estado da Aeronáutica foi extinta a seguir ao 25 de abril de 1974, juntamente com os outros departamentos governativos militares  (Ministério do Exército e Ministério da Marinha). As funções do antigo secretário de Estado da Aeronáutica passaram para o CEMFA, que passou a ter um estatuto equiparado ao de ministro. Em 1982, a FAP foi integrada no Ministério da Defesa Nacional, passando o CEMFA a estar subordinado ao seu ministro.

## Orgânica
A SEA incluía os seguintes órgãos:
- Estado-Maior da Força Aérea e órgãos dependentes deste
- Conselho Superior de Disciplina da Força Aérea
- Conselho Superior de Aeronáutica

## Lista de subsecretários e de secretários de Estado
Subsecretários de Estado da Aeronáutica:
- Fernando dos Santos Costa (1952 - 1955, acumulando com o cargo de ministro da Defesa Nacional)
- Kaúlza de Oliveira de Arriaga (1955 - 1961)

Secretários de Estado da Aeronáutica:
- Kaúlza de Oliveira de Arriaga (1961 - 1962)
- Francisco António das Chagas (1962 - 1967)
- Fernando Alberto de Oliveira (1967 - 1969)
- José Pereira do Nascimento (1969 - 1973)
- Mário Telo Polleri (1973 - 1974)